# ハリソン・リード
ハリソン・リード（Harrison Reed、1995年1月27日 - ）は、イングランド・ワージング出身のプロサッカー選手。フラムFC所属。ポジションはMF。

## 経歴
サウサンプトンFCのアカデミーで育成され、2013年8月27日のフットボールリーグカップ・バーンズリーFC戦でトップチームデビュー。12月7日のマンチェスター・シティFC戦でプレミアリーグ初出場。2014年12月20日のプレミアリーグ・エヴァートンFC戦で初スタメン。
2017年7月5日、チャンピオンシップのノリッジ・シティFCにレンタル移籍。8月16日のクイーンズ・パーク・レンジャーズFC戦でプロ初ゴール。
2018年8月27日、チャンピオンシップのブラックバーン・ローヴァーズFCにレンタル移籍。